# Parhippolyte
Parhippolyte (лат.) — род креветок из семейства Barbouriidae (Decapoda, Alpheoidea). Известно 6 видов из тропических вод морей и океанов.

## Описание
Parhippolyte это род пещерных десятиногих ракообразных, известных как пещерные креветки. Вид Parhippolyte uveae был описан в 1900 году английским карцинологом Ланселотом Александром Боррадайлом (1872—1945) по образцам, собранным в юго-западной части Тихого океана британско-канадским зоологом Артуром Уайлли (1867—1942). Как следует из их простонародного названия «пещерная креветка», эти виды обычно встречаются в морских пещерах, а также в анхиалиновых прудах и лагунах. Под анхиалиновыми биотопами понимаются пещеры и замкнутые водоемы, имеющие подземные связи с морем и, таким образом, подверженные влиянию приливов и отливов. Половая система Parhippolyte misticia представляет собой протандрический одновременный гермафродитизм (PSH, protandric simultaneous hermaphrodite), причем особи сначала созревают как самцы. Когда они становятся старше и крупнее, они созревают и размножаются как самки, сохраняя при этом мужскую половую функцию.

## Классификация
Род был впервые описан в 1900 году.
- Parhippolyte antiguensis (Chace, 1972) — Карибский бассейн
  - =Barbouria antiguensis Chace, 1972
  - =Janicea antiguensis (Chace, 1972)
- Parhippolyte cavernicola Wicksten, 1996 — Калифорнийский залив[3]
- Parhippolyte misticia (J. Clark, 1989) — Палау[8]
  - =Koror misticius J.Clark, 1989
  - =Parhippolyte mistica (Clark, 1989)
- Parhippolyte rukuensis Burukovsky, 2007 — Рюкю[9]
- Parhippolyte sterreri (C.W.J. Hart & Manning, 1981) — Карибы и Бермуды
  - =Somersiella sterreri C.W.J.Hart & Manning, 1981
- Parhippolyte uveae Borradaile, 1900 — Индийский океан и запад Тихого океана[4]